# Lijst van olympische medaillewinnaars boogschieten
Boogschieten is een van de sporten die op de Olympische Spelen worden beoefend. Deze pagina geeft de lijst van olympische medaillewinnaars in deze sport.
Boogschieten werd geïntroduceerd op de Spelen in 1900 in Parijs. Ook op de edities van 1904, 1908 en 1920 kon aan deze sport worden meegedaan. Daarna werd het pas weer ingevoerd op de Spelen in München in 1972. In 1904 en 1920 was het mogelijk om in teamverband deel te nemen en vanaf 1988 is dit weer mogelijk.

## Recente Spelen
1972-1984: Dubbele FITA
1988: Dubbele FITA eliminatieronde
1992-2008: Olympische ronde

### Mannen

#### Individueel
| Editie | Goud | Goud              | Zilver | Zilver                 | Brons | Brons             |
| ------ | ---- | ----------------- | ------ | ---------------------- | ----- | ----------------- |
| 1972   | USA  | John Williams     | SWE    | Gunnar Jervill         | FIN   | Kyösti Laasonen   |
| 1976   | USA  | Darrell Pace      | JPN    | Hiroshi Michinaga      | ITA   | Giancarlo Ferrari |
| 1980   | FIN  | Tomi Poikolainen  | URS    | Boris Isatsjenko       | ITA   | Giancarlo Ferrari |
| 1984   | USA  | Darrell Pace      | USA    | Richard McKinney       | JPN   | Hiroshi Yamamoto  |
| 1988   | USA  | Jay Barrs         | KOR    | Park Sung-soo          | URS   | Vladimir Jesjejev |
| 1992   | FRA  | Sébastien Flute   | KOR    | Chung Jae-hun          | GBR   | Simon Terry       |
| 1996   | USA  | Justin Huish      | SWE    | Magnus Petersson       | KOR   | Oh Kyo-moon       |
| 2000   | AUS  | Simon Fairweather | USA    | Vic Wunderle           | NED   | Wietse van Alten  |
| 2004   | ITA  | Marco Galiazzo    | JPN    | Hiroshi Yamamoto       | AUS   | Tim Cuddihy       |
| 2008   | UKR  | Viktor Roeban     | KOR    | Park Kyung-Mo          | RUS   | Bair Badenov      |
| 2012   | KOR  | Oh Jin-hyek       | JPN    | Takaharu Furukawa      | CHN   | Dai Xiaoxiang     |
| 2016   | KOR  | Ku Bon-chan       | FRA    | Jean-Charles Valladont | USA   | Brady Ellison     |
| 2020   | TUR  | Mete Gazoz        | ITA    | Mauro Nespoli          | JPN   | Takaharu Furukawa |
| 2024   | KOR  | Kim Woo-jin       | USA    | Brady Ellison          | KOR   | Lee Woo-seok      |

| Land | Goud | Zilver | Brons |
| ---- | ---- | ------ | ----- |
| USA  | 5    | 3      | 1     |
| KOR  | 3    | 3      | 2     |
| ITA  | 1    | 1      | 2     |
| FRA  | 1    | 1      | 0     |
| AUS  | 1    | 0      | 1     |
| FIN  | 1    | 0      | 1     |
| TUR  | 1    | 0      | 0     |
| UKR  | 1    | 0      | 0     |
| JPN  | 0    | 3      | 2     |
| SWE  | 0    | 2      | 0     |
| URS  | 0    | 1      | 1     |
| CHN  | 0    | 0      | 1     |
| GBR  | 0    | 0      | 1     |
| NED  | 0    | 0      | 1     |
| RUS  | 0    | 0      | 1     |

Meervoudige medaillewinnaars
| Succesvolste       | Meervoudige                                                                                |
| ------------------ | ------------------------------------------------------------------------------------------ |
| 2-0-0 Darrell Pace | 0-1-1 Takaharu Furukawa 0-1-1 Hiroshi Yamamoto 0-1-1 Brady Ellison 0-0-2 Giancarlo Ferrari |

#### Team
| Editie | Goud | Goud                                                 | Zilver | Zilver                                                | Brons | Brons                                           |
| ------ | ---- | ---------------------------------------------------- | ------ | ----------------------------------------------------- | ----- | ----------------------------------------------- |
| 1988   | KOR  | Chun In-soo Lee Han-sup Park Sung-soo                | USA    | Jay Barrs Richard McKinney Darrell Pace               | GBR   | Steven Hallard Richard Priestman Leroy Watson   |
| 1992   | ESP  | Juan Carlos Holgado Alfonso Menéndez Antonio Vázquez | FIN    | Ismo Falck Jari Lipponen Tomi Poikolainen             | GBR   | Steven Hallard Richard Priestman Simon Terry    |
| 1996   | USA  | Justin Huish Butch Johnson Rod White                 | KOR    | Jang Yong-ho Kim Bo-ram Oh Kyo-moon                   | ITA   | Matteo Bisiani Michele Frangilli Andrea Parenti |
| 2000   | KOR  | Jang Yong-ho Kim Chung-tae Oh Kyo-moon               | ITA    | Matteo Bisiani Ilario di Buò Michele Frangilli        | USA   | Butch Johnson Rod White Vic Wunderle            |
| 2004   | KOR  | Im Dong-hyun Jang Yong-ho Park Kyung-mo              | TPE    | Chen Szu-Yuan Liu Ming-Huang Wang Cheng-Pang          | UKR   | Dmytro Hrachov Viktor Roeban Oleksandr Serdjoek |
| 2008   | KOR  | Im Dong-hyun Lee Chang-hwan Park Kyung-mo            | ITA    | Ilario di Buò Marco Galiazzo Mauro Nespoli            | CHN   | Li Wenquan Jiang Lin Xue Haifeng                |
| 2012   | ITA  | Michele Frangilli Marco Galiazzo Mauro Nespoli       | USA    | Brady Ellison Jake Kaminski Jacob Wukie               | KOR   | Im Dong-hyun Kim Bub-min Oh Jin-hyek            |
| 2016   | KOR  | Kim Woo-jin Ku Bon-chan Lee Seung-yun                | USA    | Brady Ellison Zach Garrett Jake Kaminski              | AUS   | Alec Potts Ryan Tyack Taylor Worth              |
| 2020   | KOR  | Kim Je-deok Kim Woo-jin Oh Jin-hyek                  | TPE    | Deng Yu-cheng Tang Chih-chun Wei Chun-heng            | JPN   | Takaharu Furukawa Yuki Kawata Hiroki Muto       |
| 2024   | KOR  | Kim Je-deok Kim Woo-jin Lee Woo-seok                 | FRA    | Baptiste Addis Thomas Chirault Jean-Charles Valladont | TUR   | Mete Gazoz Ulaş Tümer Muhammed Yıldırmış        |

| Land | Goud | Zilver | Brons |
| ---- | ---- | ------ | ----- |
| KOR  | 7    | 1      | 1     |
| USA  | 1    | 3      | 1     |
| ITA  | 1    | 2      | 1     |
| ESP  | 1    | 0      | 0     |
| TPE  | 0    | 2      | 0     |
| FIN  | 0    | 1      | 0     |
| FRA  | 0    | 1      | 0     |
| GBR  | 0    | 0      | 2     |
| AUS  | 0    | 0      | 1     |
| CHN  | 0    | 0      | 1     |
| JPN  | 0    | 0      | 1     |
| TUR  | 0    | 0      | 1     |
| UKR  | 0    | 0      | 1     |

Meervoudige medaillewinnaars
| Succesvolste | Meervoudige                                                                                           |
| --- | --- |
| 3-0-0 Kim Woo-jin 2-1-0 Jang Yong-ho 2-0-1 Im Dong-hyun 2-0-0 Kim Je-deok 2-0-0 Park Kyung-mo 1-1-1 Michele Frangilli 1-1-0 Marco Galiazzo 1-1-0 Mauro Nespoli 1-1-0 Oh Kyo-moon 1-0-1 Butch Johnson 1-0-1 Oh Jin-hyek 1-0-1 Rod White | 0-2-0 Ilario di Buò 0-2-0 Brady Ellison 0-2-0 Jake Kaminski 0-1-1 Matteo Bisiani 0-0-2 Steven Hallard |

### Vrouwen

#### Individueel
| Editie | Goud | Goud             | Zilver | Zilver             | Brons | Brons               |
| ------ | ---- | ---------------- | ------ | ------------------ | ----- | ------------------- |
| 1972   | USA  | Doreen Wilber    | POL    | Irena Szydłowska   | URS   | Emma Gaptsjenko     |
| 1976   | USA  | Luann Ryon       | URS    | Valentina Kovpan   | URS   | Zebiniso Roestamova |
| 1980   | URS  | Keto Losaberidze | URS    | Natalja Boetoezova | FIN   | Päivi Meriluoto     |
| 1984   | KOR  | Seo Hyang-soon   | CHN    | Li Lingiuan        | KOR   | Kim Jin-ho          |
| 1988   | KOR  | Kim Soo-nyung    | KOR    | Wang Hee-kyung     | KOR   | Yun Young-sook      |
| 1992   | KOR  | Cho Youn-jeong   | KOR    | Kim Soo-nyung      | EUN   | Natalia Valeeva     |
| 1996   | KOR  | Kim Kyung-wook   | CHN    | He Ying            | UKR   | Jelena Sadovnytsja  |
| 2000   | KOR  | Yun Mi-jin       | KOR    | Kim Nam-soon       | KOR   | Kim Soo-nyung       |
| 2004   | KOR  | Park Sung-hyun   | KOR    | Lee Sung-jin       | GBR   | Alison Williamson   |
| 2008   | CHN  | Zhang Juanjuan   | KOR    | Park Sung-hyun     | KOR   | Yun Ok-hee          |
| 2012   | KOR  | Ki Bo-bae        | MEX    | Aída Román         | MEX   | Mariana Avitia      |
| 2016   | KOR  | Chang Hye-jin    | GER    | Lisa Unruh         | KOR   | Ki Bo-bae           |
| 2020   | KOR  | An San           | ROC    | Jelena Osipova     | ITA   | Lucilla Boari       |
| 2024   | KOR  | Lim Si-hyeon     | KOR    | Nam Su-hyeon       | FRA   | Lisa Barbelin       |

| Land | Goud | Zilver | Brons |
| ---- | ---- | ------ | ----- |
| KOR  | 10   | 6      | 5     |
| USA  | 02   | 0      | 0     |
| URS  | 01   | 2      | 2     |
| CHN  | 01   | 2      | 0     |
| MEX  | 0    | 1      | 1     |
| GER  | 0    | 1      | 0     |
| POL  | 0    | 1      | 0     |
| ROC  | 0    | 1      | 0     |
| EUN  | 0    | 0      | 1     |
| FIN  | 0    | 0      | 1     |
| FRA  | 0    | 0      | 1     |
| GBR  | 0    | 0      | 1     |
| ITA  | 0    | 0      | 1     |
| UKR  | 0    | 0      | 1     |

Meervoudige medaillewinnaars
| Succesvolste                                             | Meervoudige |
| -------------------------------------------------------- | ----------- |
| 1-1-1 Kim Soo-nyung 1-1-0 Park Sung-hyun 1-0-1 Ki Bo-bae |             |

#### Team
| Editie | Goud | Goud                                        | Zilver | Zilver                                                 | Brons | Brons                                                         |
| ------ | ---- | ------------------------------------------- | ------ | ------------------------------------------------------ | ----- | ------------------------------------------------------------- |
| 1988   | KOR  | Kim Soo-nyung Wang Hee-kyung Yun Young-sook | INA    | Lilies Handayani Nurfitriyana Saiman Kusuma Wardhani   | USA   | Debra Ochs Denise Parker Melanie Skillman                     |
| 1992   | KOR  | Cho Youn-jeong Kim Soo-nyung Lee Eun-kyung  | CHN    | Ma Xiangjun Wang Hong Wang Xiaozhu                     | EUN   | Ludmilla Arzhannikova Chatoena Kvoerivisjvili Natalia Valeeva |
| 1996   | KOR  | Kim Jo-sun Kim Kyung-wook Yoon Hye-young    | GER    | Barbara Mensing Cornelia Pfohl Sandra Wagner           | POL   | Iwona Dzięcioł Katarzyna Klata Joanna Nowicka-Kwaśna          |
| 2000   | KOR  | Kim Nam-soon Kim Soo-nyung Yun Mi-jin       | UKR    | Natalia Boerdejna Jelena Sadovnytsja Katerina Serdjoek | GER   | Barbara Mensing Cornelia Pfohl Sandra Wagner-Sachse           |
| 2004   | KOR  | Lee Sung-jin Park Sung-hyun Yun Mi-jin      | CHN    | He Ying Lin Sang Zhang Juanjuan                        | TPE   | Chen Li-Ju Wu Hui-Ju Yuan Shu-Chi                             |
| 2008   | KOR  | Joo Hyun-jung Park Sung-hyun Yun Ok-hee     | CHN    | Chen Ling Guo Dan Zhang Juanjuan                       | FRA   | Virginie Arnold Sophie Dodemont Bérengère Schuh               |
| 2012   | KOR  | Choi Hyeon-ju Ki Bo-bae Lee Sung-jin        | CHN    | Cheng Ming Fang Yuting Xu Jing                         | JPN   | Ren Hayakawa Miki Kanie Kaori Kawanaka                        |
| 2016   | KOR  | Chang Hye-jin Choi Mi-sun Ki Bo-bae         | RUS    | Toejana Dasjidorzhijeva Ksenia Perova Inna Stepanova   | TPE   | Le Chien-ying Lin Shih-chia Tan Ya-ting                       |
| 2020   | KOR  | An San Jang Min-hee Kang Chae-young         | ROC    | Svetlana Gomboeva Jelena Osipova Ksenia Perova         | GER   | Michelle Kroppen Charline Schwarz Lisa Unruh                  |
| 2024   | KOR  | Jeon Hun-young Lim Si-hyeon Nam Su-hyeon    | CHN    | An Qixuan Li Jiaman Yang Xiaolei                       | MEX   | Ángela Ruiz Alejandra Valencia Ana Paula Vázquez              |

| Land | Goud | Zilver | Brons |
| ---- | ---- | ------ | ----- |
| KOR  | 10   | 0      | 0     |
| CHN  | 0    | 5      | 0     |
| RUS  | 0    | 1      | 0     |
| ROC  | 0    | 1      | 0     |
| GER  | 0    | 1      | 2     |
| INA  | 0    | 1      | 0     |
| UKR  | 0    | 1      | 0     |
| TPE  | 0    | 0      | 2     |
| EUN  | 0    | 0      | 1     |
| FRA  | 0    | 0      | 1     |
| JPN  | 0    | 0      | 1     |
| MEX  | 0    | 0      | 1     |
| POL  | 0    | 0      | 1     |
| USA  | 0    | 0      | 1     |

Meervoudige medaillewinnaars
| Succesvolste                                                                                 | Meervoudige                                                       |
| -------------------------------------------------------------------------------------------- | ----------------------------------------------------------------- |
| 3-0-0 Kim Soo-nyung 2-0-0 Ki Bo-bae 2-0-0 Lee Sung-jin 2-0-0 Park Sung-hyun 2-0-0 Yun Mi-jin | 0-2-0 // Ksenia Perova 0-2-0 Zhang Juanjuan 0-1-1 Barbara Mensing |

### Gemengd team
| Editie | Goud | Goud                     | Zilver | Zilver                           | Brons | Brons                           |
| ------ | ---- | ------------------------ | ------ | -------------------------------- | ----- | ------------------------------- |
| 2020   | KOR  | An San Kim Je-deok       | NED    | Gabriela Schloesser Steve Wijler | MEX   | Alejandra Valencia Luis Alvarez |
| 2024   | KOR  | Lim Si-hyeon Kim Woo-jin | GER    | Michelle Kroppen Florian Unruh   | USA   | Casey Kaufhold Brady Ellison    |

| Land | Goud | Zilver | Brons |
| ---- | ---- | ------ | ----- |
| KOR  | 2    | 0      | 0     |
| GER  | 0    | 1      | 0     |
| NED  | 0    | 1      | 0     |
| MEX  | 0    | 0      | 1     |
| USA  | 0    | 0      | 1     |

## Vroege Spelen
De onderdelen aan het begin van de 20e eeuw werden op elke editie dat boogschieten op het programma stond telkens anders ingevuld.
| Editie | Onderdeel                           | Goud | Goud | Zilver          | Zilver | Brons           | Brons |
| ------ | ----------------------------------- | ---- | --- | --------------- | --- | --------------- | --- |
| 1900   | Au chapelet, 33 m (m)               | BEL  | Hubert Van Innis | FRA             | Victor Thibaud | FRA             | Charles Frédéric Petit                                                                                    |
| 1900   | Au chapelet, 50 m (m)               | FRA  | Eugène Mougin | FRA             | Henri Helle | FRA             | Emile Mercier                                                                                             |
| 1900   | Au cordon doré, 33 m (m)            | BEL  | Hubert Van Innis | FRA             | Victor Thibaud | FRA             | Charles Frédéric Petit                                                                                    |
| 1900   | Au cordon doré, 50 m (m)            | FRA  | Henri Hérouin | BEL             | Hubert Van Innis | FRA             | Émile Fisseux                                                                                             |
| 1900   | Sur la perche à la herse (m)        | BEL  | Emmanuel Foulon | FRA             | Auguste Serrurier | BEL             | Emile Druart                                                                                              |
| 1900   | Sur la perche à la pyramide (m)     | FRA  | Émile Grumiaux | FRA             | Auguste Serrurier | BEL             | Louis Glineux                                                                                             |
|        |                                     |      | |                 | |                 | |
| 1904   | Dubbele Amerikaanse ronde (m)       | USA  | George Bryant | USA             | Robert Williams | USA             | William Thompson                                                                                          |
| 1904   | Dubbele York ronde (m)              | USA  | George Bryant | USA             | Robert Williams | USA             | William Thompson                                                                                          |
| 1904   | Team (m)                            | USA  | Lewis Maxon Galen Spencer William Thompson Robert Williams                                                                          | USA             | William Clark Samuel Duvall Charles Hubbard C.S. Woodruff                                                                        | USA             | George Bryant Wallace Bryant Cyrus Dallin Henry B. Richardson                                             |
| 1904   | Dubbele Columbia ronde (v)          | USA  | Matilda Howell | USA             | Emma Cooke | USA             | Jessie Pollock                                                                                            |
| 1904   | Dubbele Nationale ronde (v)         | USA  | Matilda Howell | USA             | Emma Cooke | USA             | Jessie Pollock                                                                                            |
| 1904   | Team (v)                            | USA  | Matilda Howell Jessie Pollock Louise Taylor Laura Woodruff                                                                          | USA             | Emma Cooke Mabel Taylor | niet uitgereikt | niet uitgereikt                                                                                           |
|        |                                     |      | |                 | |                 | |
| 1908   | Continentale stijl (m)              | FRA  | Eugène Grisot | FRA             | Louis Vernet | FRA             | Gustave Cabaret                                                                                           |
| 1908   | Dubbele York ronde (m)              | GBR  | William Dod | GBR             | Reginald Brooks-King | USA             | Henry B. Richardson                                                                                       |
| 1908   | Dubbele Nationale ronde (v)         | GBR  | Queenie Newall | GBR             | Lottie Dod | GBR             | Beatrice Hill-Lowe                                                                                        |
|        |                                     |      | |                 | |                 | |
| 1920   | Bewegend vogeldoel, 28 m (m)        | BEL  | Hubert Van Innis | FRA             | Léonce Quentin | niet uitgereikt | niet uitgereikt                                                                                           |
| 1920   | Bewegend vogeldoel, 33 m (m)        | BEL  | Hubert Van Innis | FRA             | Julien Brulé | niet uitgereikt | niet uitgereikt                                                                                           |
| 1920   | Bewegend vogeldoel, 50 m (m)        | FRA  | Julien Brulé | BEL             | Hubert Van Innis | niet uitgereikt | niet uitgereikt                                                                                           |
| 1920   | Vast vogeldoel, grote vogel (m)     | BEL  | Edmond Cloetens | BEL             | Louis Van de Perck | BEL             | Firmin Flamand                                                                                            |
| 1920   | Vast vogeldoel, kleine vogel (m)    | BEL  | Edmond Van Moer | BEL             | Louis Van de Perck | BEL             | Joseph Hermans                                                                                            |
| 1920   | Bewegend vogeldoel, 28 m (team)     | NED  | Piet de Brouwer Driekske van Bussel Jo van Gastel Tiest van Gestel Janus van Merriënboer Joep Packbiers Janus Theeuwes Theo Willems | BEL             | Alphonse Allaert Edmond De Knibber Jérôme De Mayer Louis Delcon Louis Fierens Louis Van Beeck Hubert Van Innis Pierre Van Thielt | FRA             | Julien Brulé Léon Epin Pascal Fauvel Eugène Grisot Paul Leroy Artur Mabellon Léonce Quentin Eugène Richez |
| 1920   | Bewegend vogeldoel, 33 m (team)     | BEL  | Alphonse Allaert Edmond De Knibber Jérôme De Mayer Louis Delcon Louis Fierens Louis Van Beeck Hubert Van Innis Pierre Van Thielt    | FRA             | Julien Brulé Léon Epin Pascal Fauvel Eugène Grisot Paul Leroy Artur Mabellon Léonce Quentin Eugène Richez                        | niet uitgereikt | niet uitgereikt                                                                                           |
| 1920   | Bewegend vogeldoel, 50 m (team)     | BEL  | Alphonse Allaert Edmond De Knibber Jérôme De Mayer Louis Delcon Louis Fierens Louis Van Beeck Hubert Van Innis Pierre Van Thielt    | FRA             | Julien Brulé Léon Epin Pascal Fauvel Eugène Grisot Paul Leroy Artur Mabellon Léonce Quentin Eugène Richez                        | niet uitgereikt | niet uitgereikt                                                                                           |
| 1920   | Vast vogeldoel, grote vogel (team)  | BEL  | Edmond Cloetens Firmin Flamand Joseph Hermans Louis Van de Perck Auguste Van De Verre Edmond Van Moer                               | niet uitgereikt | niet uitgereikt | niet uitgereikt | niet uitgereikt                                                                                           |
| 1920   | Vast vogeldoel, kleine vogel (team) | BEL  | Edmond Cloetens Firmin Flamand Joseph Hermans Louis Van de Perck Auguste Van De Verre Edmond Van Moer                               | niet uitgereikt | niet uitgereikt | niet uitgereikt | niet uitgereikt                                                                                           |

Parijs 1900 · 
St. Louis 1904 · 
Londen 1908 · 
Antwerpen 1920 · 
München 1972 · 
Montréal 1976 · 
Moskou 1980 · 
Los Angeles 1984 · 
Seoel 1988 · 
Barcelona 1992 · 
Atlanta 1996 · 
Sydney 2000 · 
Athene 2004 · 
Peking 2008 · 
Londen 2012 · 
Rio de Janeiro 2016 · 
Tokio 2020 · 
Parijs 2024 · 
Los Angeles 2028
Medaillewinnaars 